# 塔賴爾烏帕齊拉
塔賴爾乌帕齐拉是孟加拉国吉紹爾甘傑縣的一个乌帕齐拉，位於達卡专区的吉紹爾甘傑縣。。

## 人口
據1991年孟加拉國人口普查，塔賴爾共有戶數23,232戶，人口138488人。其中男性佔比50.41%，女性佔比49.59%；成年人口62143人。該地7歲以上人口之平均識字率為17.5%，低於全國平均值（32.4%）。